# K3
K3 fue un canal de televisión abierta en español de Cataluña dedicado al público infantil y juvenil. Perteneció a Televisión de Cataluña. El 18 de octubre de 2009 el canal fue sustituido por uno nuevo llamado Super3.

## Historia
Debido al crecimiento de las franjas de programación infantil en Canal 33, segundo canal autonómico catalán, la CCRTV decidió reestructurar sus dos canales. Así, el 23 de abril de 2001, es lanzado al aire K3, canal que compartiría frecuencia con El 33 y que emitiría bajo esa denominación la programación infantil y juvenil de la segunda cadena.
En diciembre de 2006, K3 renueva su imagen corporativa y se separa en TDT de El 33, obteniendo un canal propio que comparte con el 300. Sin embargo, en televisión analógica se continuaba compartiendo espacio con El 33.
Nuria Soler, Pere Pont o  Lluis Marquina fueron algunos de sus presentadores.

## Programación
El canal poseía series infantiles importadas, divididos en dos bloques: por un lado, el programa Club Super3, que se encargaba de una programación infantil, y por el otro el espacio 3xl.cat (anteriormente 3xl.net), que se encargaba de la programación juvenil. Emitía también cada tarde el informativo dirigido a niños InfoK, inspirado en Newsround de la BBC.
Con la llegada del canal exclusivo de TDT se desarrollaron nuevos programas más especializados como mic 3 (preescolar e infantil), Sideria (ciencia ficción), Hora local (producción catalana) y Hora Tòquio (anime) entre otros.
En la composición de sus series, K3 cuenta con producciones a nivel nacional (como Las tres mellizas, que se estrenó en Club Super3) y europeo, aunque predominaban las series anime. La cadena ha estrenado series como One Piece, Shin Chan, Cowboy Bebop, Inuyasha, Neon Genesis Evangelion, Sargento Keroro, Dr. Slump o Detective Conan entre otras, dobladas al catalán. En los últimos años, han hecho su aparición en la parrilla de K3 series estadounidenses y europeas.

### Anime
- Arc the Lad
- Azuki
- Ai Yori Aoshi
- Blue Dragon
- Bleach
- Bobobo
- Dragon Ball
- Dragon Ball Z
- Dragon Ball GT
- Boys Be...
- Death Note
- Candy Candy
- Card Captor Sakura
- Capitán Harlock
- Captain Tsubasa
- Cowboy Bebop
- City Hunter
- Clamp, club de detectives
- Comic Party
- Conan, el niño del futuro
- Corrector Yui
- Detective Conan
- DNA²
- Dr. Slump
- Domo-kun
- Doraemon
- New Dr. Slump
- El Rey Arturo
- Los doce reinos
- Escaflowne
- Escuela de brujas
- FLCL
- Fly
- Fruits Basket
- Fushigi Yûgi
- Get Backers
- Georgie
- Harley Spiny
- Ninja Hattori
- I My Me! Strawberry Eggs
- Inuyasha
- Kamikaze Kaitō Jeanne
- Karekano
- Sargento Keroro
- Kimagure Orange Road
- Kiteretsu
- Kochikame
- Kamichama Karin
- Horry, el monstre de xocolata
- Idol Nagisa
- La ley de Ueki
- La Rosa de Versalles
- Urusei Yatsura
- Mischievous Twins: The Tales of St. Clare's
- Love Hina
- Ojamajo Doremi
- Maison Ikkoku
- Matantei Loki Ragnarok
- Monster
- Kinnikuman
- Nana
- Neo Ranga
- Neon Genesis Evangelion
- Nieia Under 7
- Nono-chan
- One Piece
- Orphen
- Planetes
- ¡Estás arrestado!
- Ranma ½
- Rantaro
- Remi
- Rurouni Kenshin
- Sailor Moon
- Sakura Wars
- Samurai Champloo
- Serial Experiments Lain
- Shin Chan
- Slam Dunk
- Taro, el alienígena
- Trigun
- Tsubasa: RESERVoir CHRoNiCLE
- Shōjo Kakumei Utena
- Viewtiful Joe
- Yawara!
- Yu Yu Hakusho
- Utena

### Series animadas
- Angela Anaconda
- Avatar: la leyenda de Aang
- Aventuras del Libro de las Virtudes
- Bob y sus amigos
- Bobobobs
- Blinky Bill
- Capelito
- CatDog
- Contes Animats d'arreu del món
- Código Lyoko
- Bill y Ben
- Daniel el travieso
- El show de Charlie Brown y Snoopy
- Familia de piratas
- Hotel Zombie
- Galactik Football
- Garfield y sus amigos
- Inspector Gadget
- Kaput y Zösky: los últimos obliteradores
- La abeja Maya
- La vida moderna de Rocko
- Las tres mellizas
- Los autos locos
- Los Castores Cascarrabias
- Los Fruittis
- Los Picapiedra
- Los Pitufos
- Los pingüinos de Madagascar
- Lucky Luke
- Mandibulín
- Martin Mystery
- Massagran
- Megaman
- Montana
- Oye Arnold!
- Patatas y Dragones
- Pingu
- Princesa Shéhérazade
- Ratz
- Reboot
- Ren y Stimpy
- Rocket Power
- Rocky y Bullwinkle
- Rolie Polie Olie
- Scruff
- SamSam
- Sonrisa de acero
- Space Goofs
- Spirou
- Stanley
- Tabaluga
- Teletubbies
- Tintín
- Total Drama Island
- Tortugas Ninja
- Totally Spies!
- Ulises 31
- Una mà de contes
- Vampiros, piratas y extraterrestres
- Vicky el vikingo
- X-Men
- Xiaolin Showdown
- Xduckx
- Cosas de casa
- Enigma
- Ferros
- Bandolero

### Series de libre acción
- Babylon 5
- Beverly Hills, 90210
- Bewitched
- Celebrity Deathmatch
- Daria
- Dr. Katz
- Dr. Who
- Edgemont
- El mundo de Beakman
- El príncipe de Bel Air
- Farscape
- Hollyoaks
- Lizzie McGuire
- Stargate
- Thunderbirds
- Kenan y Kel
- Undergrads